# Dipturus campbelli
Dipturus campbelli  (лат.) — вид хрящевых рыб семейства ромбовых скатов отряда скатообразных. Обитают в субтропических водах западной части Индийского океана. Встречаются на глубине до 403 м. Их крупные, уплощённые грудные плавники образуют диск в виде ромба со удлинённым и заострённым рылом. Максимальная зарегистрированная длина 66 см.

## Таксономия
Впервые вид был научно описан в 1967 году. Голотип представляет собой самку длиной 66,3 см, с диском шириной 55,1 см, массой 1,36 кг, пойманную в 24 милях от Дурбана (29°51′ ю. ш. 31°16′ в. д.), ЮАР, на глубине 320 м. Паратип:  неполовозрелый самец длиной 36,8 см, с диском шириной 26,5 см, массой 0,34 кг, пойманный в 15 милях от Дурбана на глубине 137 м. Вид назван в честь Дж. Дж. Кэмпбелла, внесшего вклад в развитие биологических исследований восточного побережья ЮАР.

## Ареал
Эти демерсальные скаты являются эндемиками вод, омывающих Мозамбик и ЮАР. Встречаются на континентальном шельфе и в верхней части материкового склона на глубине 137—403 м.

## Описание
Широкие и плоские грудные плавники этих скатов образуют ромбический диск с треугольным вытянутым рылом и закруглёнными краями. На вентральной стороне диска расположены 5 жаберных щелей, ноздри и рот. На длинном хвосте имеются латеральные складки. У этих скатов 2 редуцированных спинных плавника и редуцированный хвостовой плавник. Диск гладкий за исключением небольших шипиков по краям рыла. Кроме того имеются колючки в области затылка и от середины диска до первого спинного плавника. Окраска дорсальной поверхности от серого до коричневатого цвета с многочисленными тёмными пятнышками. Вентральная поверхность серая, область чувствительных пор окрашена в чёрный цвет. Максимальная зарегистрированная длина 66 см.

## Взаимодействие с человеком
Этих скатов промышляют тралами и ярусами. Международный союз охраны природы оценил охранный статус вида как «Близкий к уязвимому положению».